# Pierino Selmoni
Pierino Selmoni (* 25. Juli 1927 in Ventimiglia, heimatberechtigt in Chiasso; † 22. Mai 2017 in Mendrisio) war ein Schweizer Bildhauer, Zeichner und Plastiker. Selmoni schuf zahlreiche sakrale Werke.

## Leben und Werk
Selmoni kam zu Beginn des Zweiten Weltkriegs als Repatriant in die Schweiz zurück. Ab 1941 begann er in Lugano beim Bildhauer Dante Rossi (1892–1955) Marmor nach traditionellen Regeln zu bearbeiten und besuchte von 1941 bis 1945 die Zeichenschule von Carlo Cotti (1903–1980) sowie das Bildhaueratelier von Mario Bernasconi (1899–1963). Von 1947 bis 1949 belegte er Kurse an der Accademia di Belle Arti di Brera in Mailand. Wieder im Tessin, fertigte er im Auftrag von Jean Arp und Max Bill nach deren Modellen passende Gipsabgüsse, die er anschliessend in Stein vollendete.
Der Architekt Peppo Brivio lenkte Selmonis Interesse auf die Skulptur in der Architektur.  In der Folge arbeitete Selmoni mit verschiedenen Architekten zusammen, so mit Hermann Baur, Mario Botta, Karl Higi, Tita Carloni und Aurelio Galfetti. 1954 war Selmoni als Gast an das Schweizerische Institut in Rom eingeladen. Mitte der 50er Jahre teilte er sich mit dem befreundeten Bildhauer Paul Speck das Atelier in Ligornetto. Soldini wohnte in Brusino Arsizio.
Seit 1946 stellte er seine Werke regelmässig aus. Hervorzuheben ist seine Teilnahme an der Schweizerischen Skulpturenausstellung in Biel 1954, 1958 und 1962 sowie 1964 an der Expo 64. Seine Werke wurden im Kunstmuseum Bern, in der Kunsthalle Bern, im Kunsthaus Zürich, im Kunsthaus Zug, im Aargauer Kunsthaus, im Museum Vincenzo Vela und im Kunstmuseum Mendrisio sowie in zahlreichen Galerien ausgestellt.
Nebst zahlreichen Stipendien erhielt Selmoni 2003 den Preis des Schweizerischen Architektenverbandes (FAS).

## Bilder

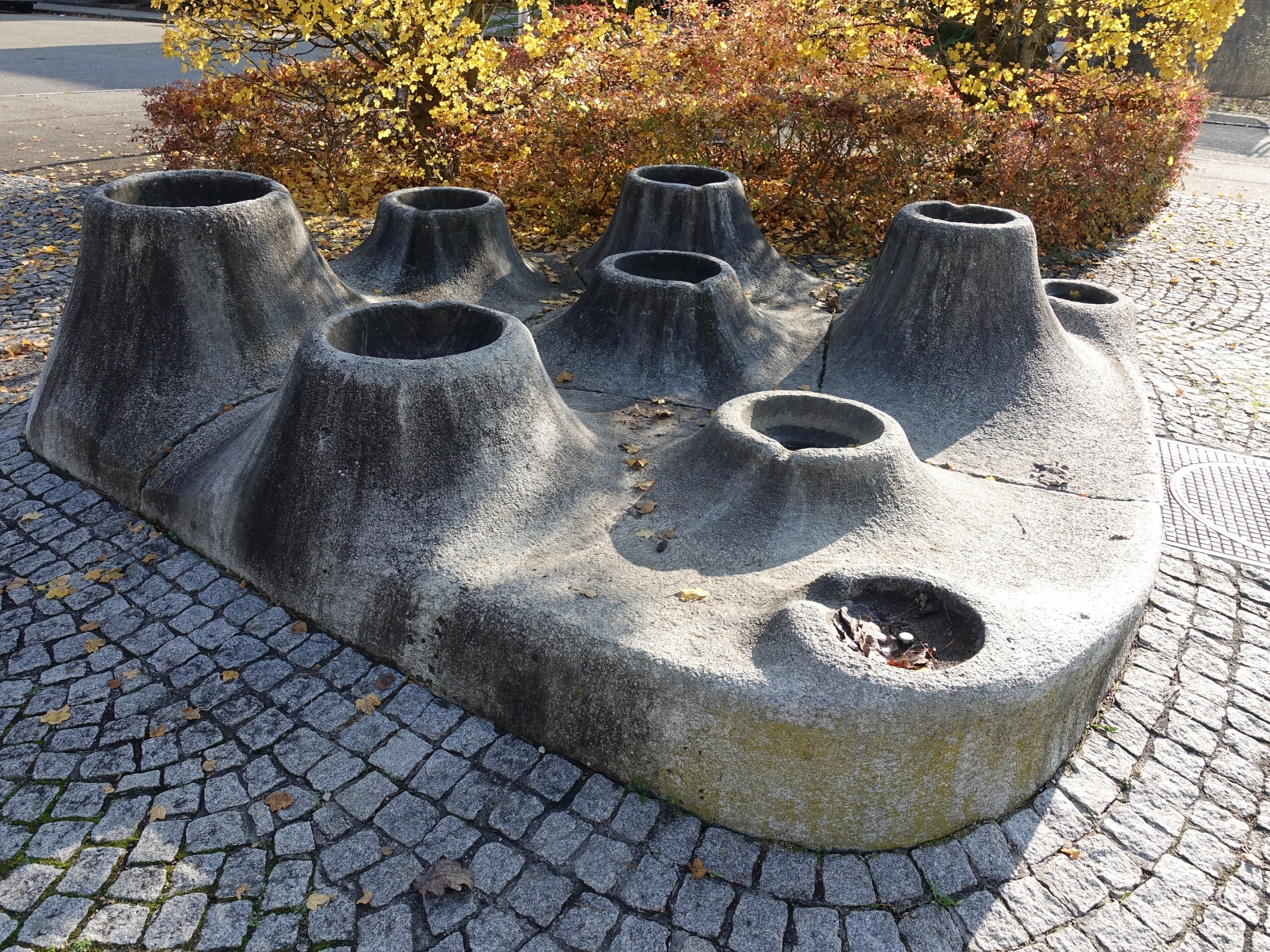
Vulkano 1968. Bachmatten Schulhaus Reinach
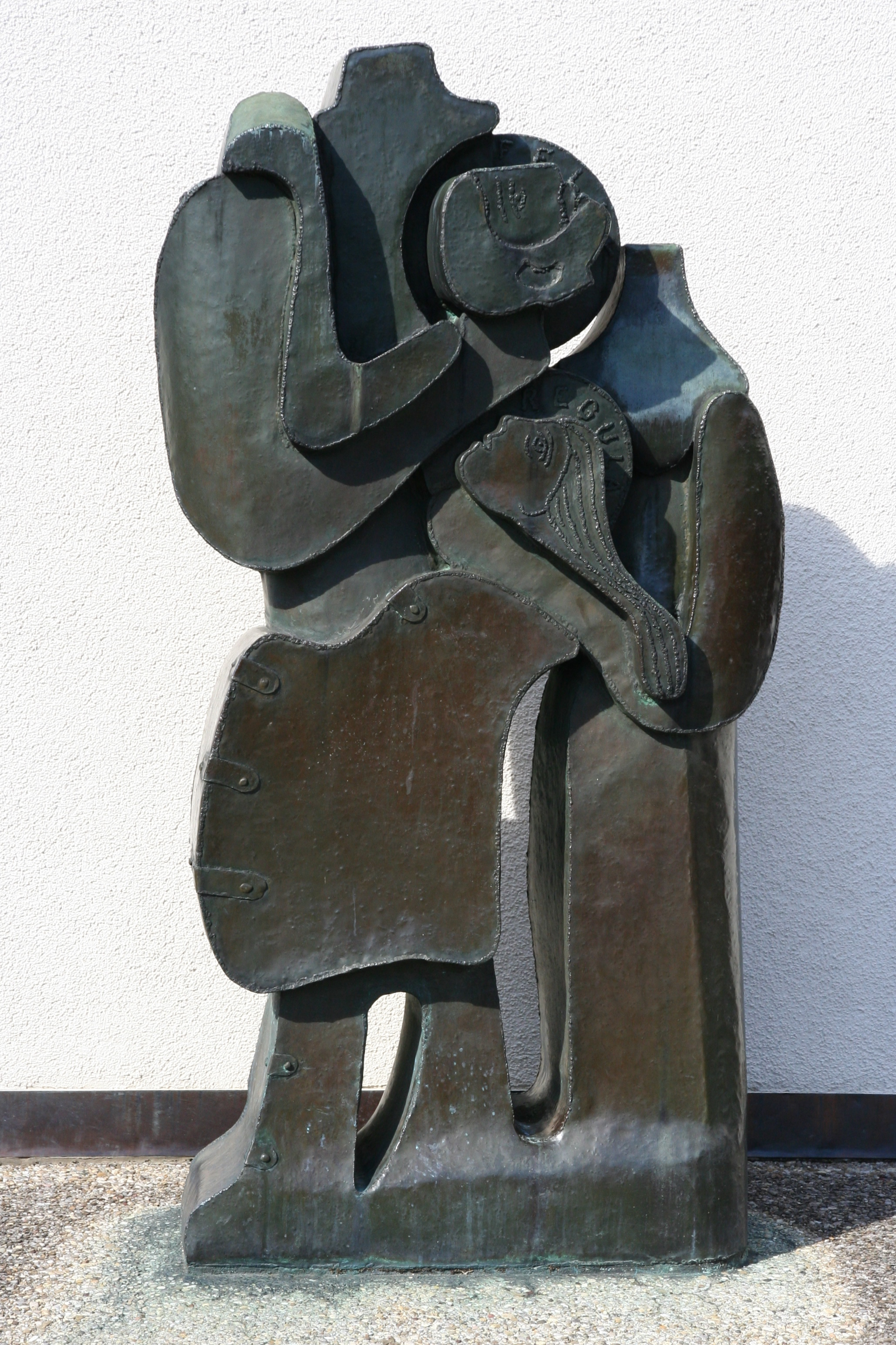
Felix und Regula, Wattwil
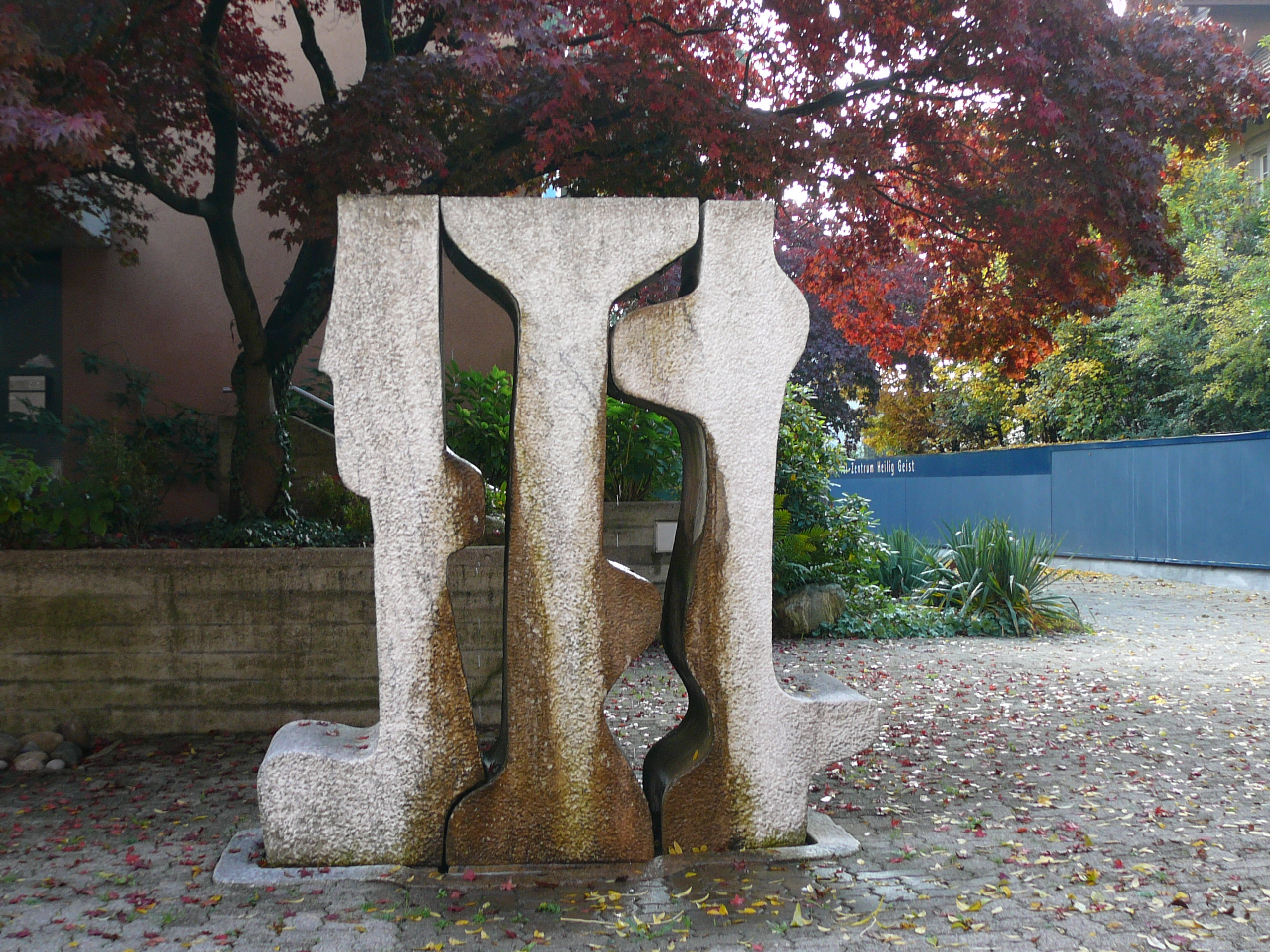
Heilig Geist Zürich-Höngg, Brunnen
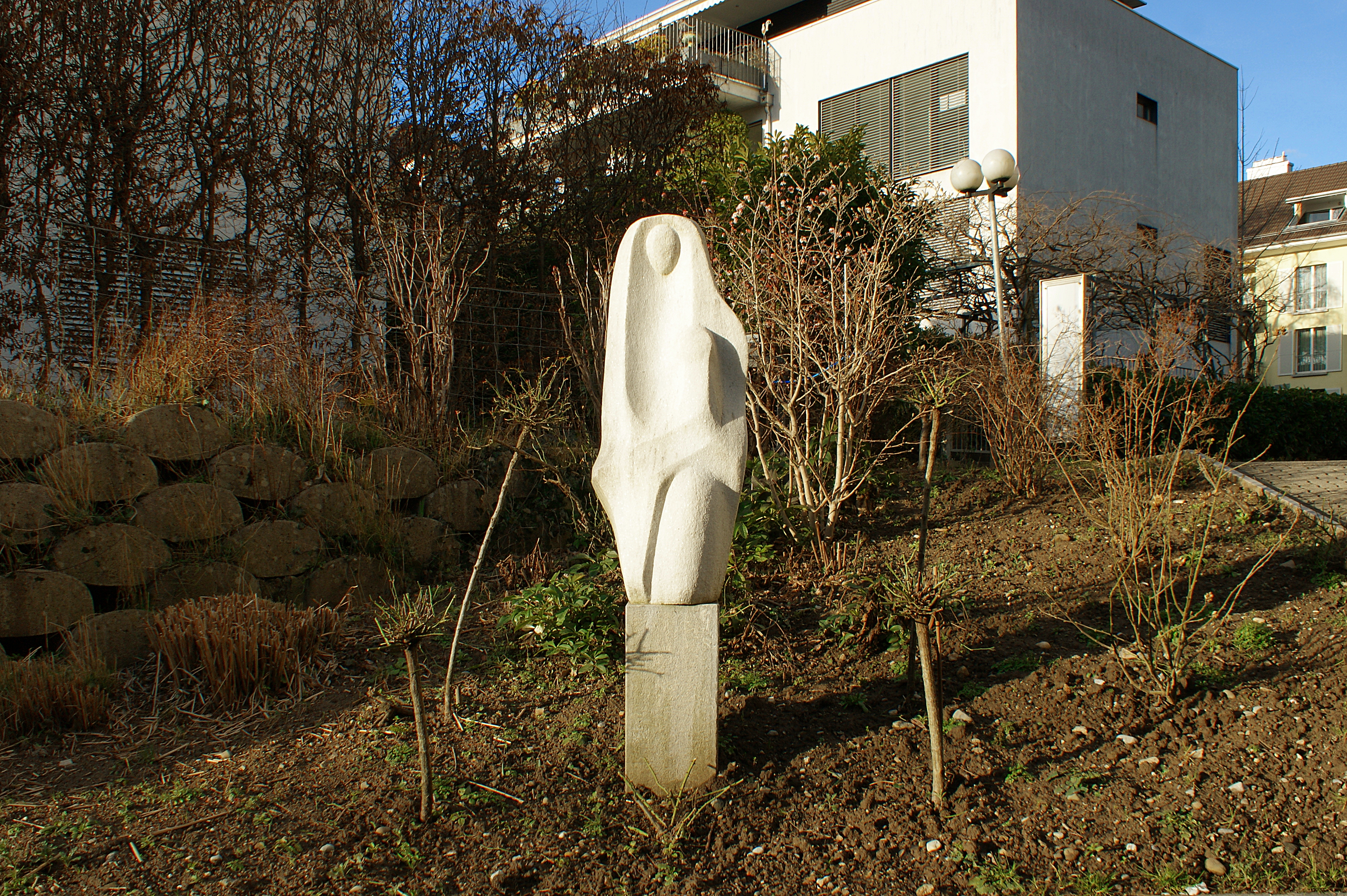
Maria mit Christuskind
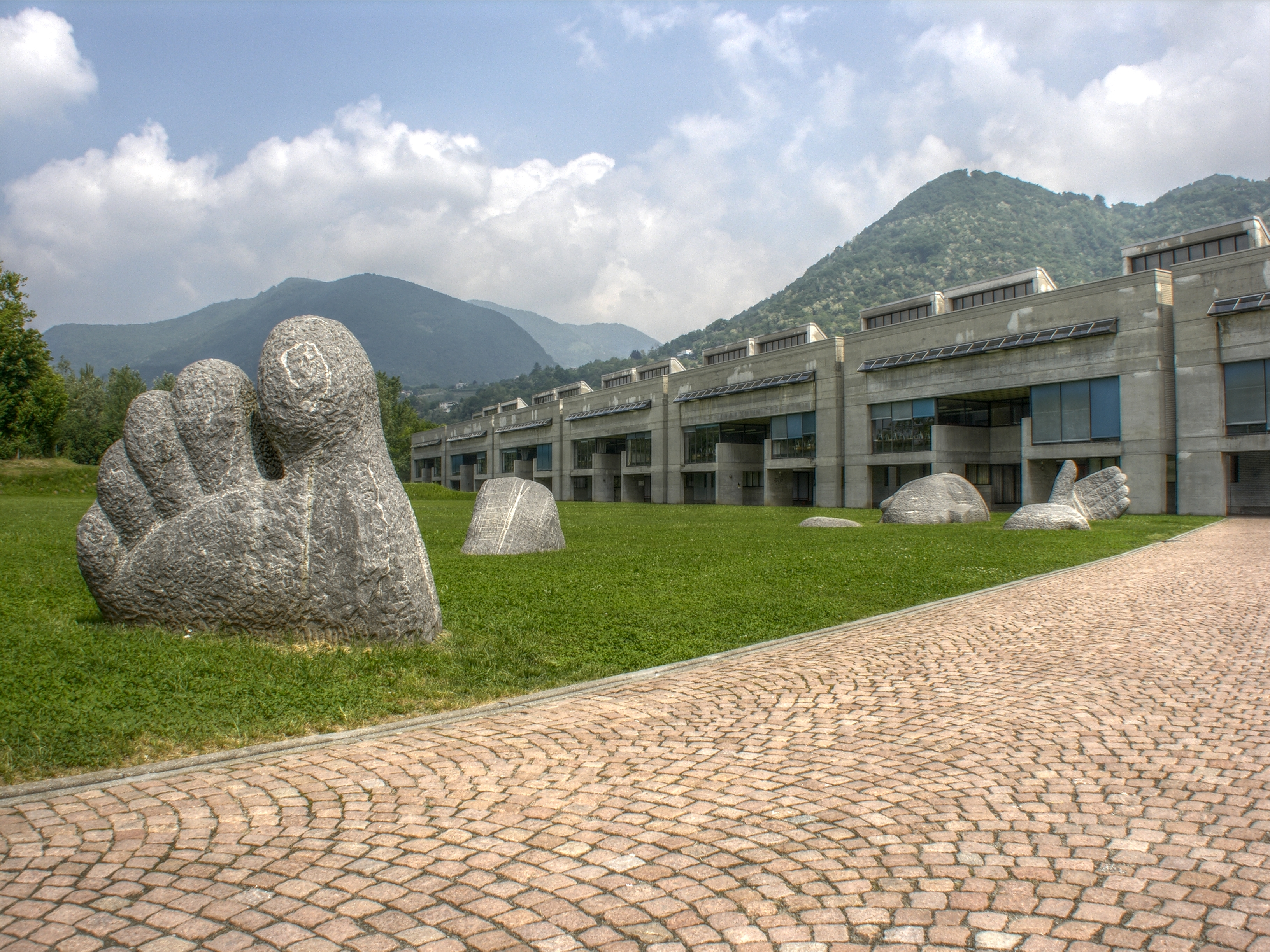
Morbio inferiore Scuola Media Scultura 2